# Jan-Olof Eklundh
Jan-Olof Eklundh, (Boo, Suecia, 22 de julio de 1939 – 21 de febrero de 2021), fue un docente universitario, e informático sueco.
Eklundh se doctoró en 1980 en el Real Instituto de Tecnología (Kungliga Tekniska högskolan), donde posteriormente se convirtió en profesor. Su área de investigación fue la visión por computadora y los sistemas autónomos. Eklundh fue elegido miembro de la Academia Sueca de Ciencias de la Ingeniería en 1992 y de la Real Academia de las Ciencias de Suecia en 2002.Es citado en 4960 publicaciones desde 1985. 
Falleció el 21 de febrero de 2021 a los 81 años.